# Liste des matchs de l'équipe du Timor oriental de football par adversaire
Cette liste présente les matchs de l'équipe du Timor oriental de football par adversaire rencontré.
- Haut – A
- B
- C
- D
- E
- F
- G
- H
- I
- J
- K
- L
- M
- N
- O
- P
- Q
- R
- S
- T
- U
- V
- W
- X
- Y
- Z

## A

### Arabie saoudite

#### Confrontations
Confrontations entre l'Arabie saoudite et le Timor oriental :
|   | Date             | Lieu    | Match                            | Score | Compétition                                                 |
| - | ---------------- | ------- | -------------------------------- | ----- | ----------------------------------------------------------- |
| 1 | 3 septembre 2015 | Djeddah | Arabie saoudite - Timor oriental | 7-0   | Éliminatoires de la Coupe d'Asie des nations 2019 (2e tour) |
| 2 | 17 novembre 2015 | Dili    | Timor oriental - Arabie saoudite | 0-10  | Éliminatoires de la Coupe d'Asie des nations 2019 (2e tour) |

#### Bilan
Au 11 avril 2019 :
- Total de matchs disputés : 2
- Victoires de l'Arabie saoudite : 2
- Match nul : 0
- Victoires du Timor oriental : 0
- Total de buts marqués par l'Arabie saoudite : 17
- Total de buts marqués par le Timor oriental : 0

## B

### Birmanie

#### Confrontations
Confrontations entre la Birmanie et le Timor oriental :
|   | Date             | Lieu         | Match                     | Score | Compétition                             |
| - | ---------------- | ------------ | ------------------------- | ----- | --------------------------------------- |
| 1 | 16 décembre 2004 | Kuala Lumpur | Birmanie - Timor oriental | 3-1   | Tiger Cup 2004 (en) (gr. B)             |
| 2 | 7 octobre 2012   | Rangoun      | Birmanie - Timor oriental | 2-1   | AFF Suzuki Cup 2012 (tour préliminaire) |
| 3 | 14 octobre 2014  | Vientiane    | Birmanie - Timor oriental | 0-0   | AFF Suzuki Cup 2014 (tour préliminaire) |

#### Bilan
Au 11 avril 2019 :
- Total de matchs disputés : 3
- Victoires de la Birmanie : 2
- Match nul : 1
- Victoires du Timor oriental : 0
- Total de buts marqués par la Birmanie : 5
- Total de buts marqués par le Timor oriental : 2

### Brunei

#### Confrontations
Confrontations entre Brunei et le Timor oriental :
|   | Date               | Lieu                | Match                   | Score | Compétition                                     |
| - | ------------------ | ------------------- | ----------------------- | ----- | ----------------------------------------------- |
| 1 | 12 novembre 2006   | Bacolod             | Brunei - Timor oriental | 3-2   | Championnat de l'ASEAN 2007 (tour préliminaire) |
| 2 | 21 octobre 2008    | Phnom Penh          | Brunei - Timor oriental | 4-1   | AFF Suzuki Cup 2008 (tour préliminaire)         |
| 3 | 13 octobre 2012    | Rangoun             | Brunei - Timor oriental | 2-1   | AFF Suzuki Cup 2012 (tour préliminaire)         |
| 4 | 12 octobre 2014    | Vientiane           | Timor oriental - Brunei | 4-2   | AFF Suzuki Cup 2014 (tour préliminaire)         |
| 5 | 15 octobre 2016    | Phnom Penh          | Brunei - Timor oriental | 2-1   | AFF Suzuki Cup 2016 (tour préliminaire)         |
| 6 | 2 novembre 2016    | Kuching             | Brunei - Timor oriental | 4-0   | AFC Solidarity Cup 2016 (gr. A)                 |
| 7 | 1er septembre 2018 | Kuala Lumpur        | Timor oriental - Brunei | 3-1   | AFF Suzuki Cup 2018 (en) (tour préliminaire)    |
| 8 | 8 septembre 2018   | Bandar Seri Begawan | Brunei - Timor oriental | 1-0   | AFF Suzuki Cup 2018 (en) (tour préliminaire)    |

#### Bilan
Au 3 avril 2019 :
- Total de matchs disputés : 8
- Victoires de Brunei : 6
- Match nul : 0
- Victoires du Timor oriental : 2
- Total de buts marqués par Brunei : 12
- Total de buts marqués par le Timor oriental : 7

## C

### Cambodge

#### Confrontations
Confrontations entre le Cambodge et le Timor oriental :
|   | Date             | Lieu       | Match                     | Score | Compétition                                     |
| - | ---------------- | ---------- | ------------------------- | ----- | ----------------------------------------------- |
| 1 | 20 novembre 2006 | Bacolod    | Cambodge - Timor oriental | 4-1   | Championnat de l'ASEAN 2007 (tour préliminaire) |
| 2 | 19 octobre 2008  | Phnom Penh | Cambodge - Timor oriental | 2-2   | AFF Suzuki Cup 2008 (tour préliminaire)         |
| 3 | 24 octobre 2010  | Vientiane  | Cambodge - Timor oriental | 4-2   | AFF Suzuki Cup 2010 (tour préliminaire)         |
| 4 | 5 octobre 2012   | Rangoun    | Cambodge - Timor oriental | 1-5   | AFF Suzuki Cup 2012 (tour préliminaire)         |
| 5 | 16 octobre 2014  | Vientiane  | Timor oriental - Cambodge | 2-3   | AFF Suzuki Cup 2014 (tour préliminaire)         |
| 6 | 29 mai 2016      | Phnom Penh | Cambodge - Timor oriental | 2-0   | Match amical                                    |
| 7 | 21 octobre 2016  | Phnom Penh | Cambodge - Timor oriental | 3-2   | AFF Suzuki Cup 2016 (tour préliminaire)         |
| 8 | 12 octobre 2018  | Phnom Penh | Cambodge - Timor oriental | 2-2   | Match amical                                    |

#### Bilan
Au 11 avril 2019 :
- Total de matchs disputés : 8
- Victoires du Cambodge : 5
- Match nul : 2
- Victoires du Timor oriental : 1
- Total de buts marqués par le Cambodge : 16
- Total de buts marqués par le Timor oriental : 5

## E

### Émirats arabes unis

#### Confrontations
Confrontations entre les Émirats arabes unis et le Timor oriental :
|   | Date             | Lieu      | Match                                | Score | Compétition                                                 |
| - | ---------------- | --------- | ------------------------------------ | ----- | ----------------------------------------------------------- |
| 1 | 16 juin 2015     | Shah Alam | Timor oriental - Émirats arabes unis | 0-1   | Éliminatoires de la Coupe d'Asie des nations 2019 (2e tour) |
| 2 | 12 novembre 2015 | Abou Dabi | Émirats arabes unis - Timor oriental | 8-0   | Éliminatoires de la Coupe d'Asie des nations 2019 (2e tour) |

#### Bilan
Au 11 avril 2019 :
- Total de matchs disputés : 2
- Victoires des Émirats arabes unis : 2
- Match nul : 0
- Victoires du Timor oriental : 0
- Total de buts marqués par les Émirats arabes unis : 9
- Total de buts marqués par le Timor oriental : 0

## H

### Hong Kong

#### Confrontations
Confrontations entre Hong Kong et le Timor oriental :
|   | Date            | Lieu      | Match                      | Score | Compétition                                                               |
| - | --------------- | --------- | -------------------------- | ----- | ------------------------------------------------------------------------- |
| 1 | 21 octobre 2007 | Gianyar   | Timor oriental - Hong Kong | 2-3   | Éliminatoires de la Coupe du monde de football 2010 (zone Asie, 1er tour) |
| 2 | 28 octobre 2007 | Hong Kong | Hong Kong - Timor oriental | 8-1   | Éliminatoires de la Coupe du monde de football 2010 (zone Asie, 1er tour) |

#### Bilan
Au 11 avril 2019 :
- Total de matchs disputés : 2
- Victoires de Hong Kong : 2
- Match nul : 0
- Victoires du Timor oriental : 0
- Total de buts marqués par Hong Kong : 11
- Total de buts marqués par le Timor oriental : 3

## I

### Indonésie

#### Confrontations
Confrontations entre l'Indonésie et le Timor oriental :
|   | Date             | Lieu      | Match                      | Score | Compétition                      |
| - | ---------------- | --------- | -------------------------- | ----- | -------------------------------- |
| 1 | 21 novembre 2010 | Palembang | Indonésie - Timor oriental | 6-0   | Match amical                     |
| 2 | 14 novembre 2012 | Jakarta   | Indonésie - Timor oriental | 1-0   | Match amical                     |
| 3 | 11 novembre 2014 | Jakarta   | Indonésie - Timor oriental | 4-0   | Match amical                     |
| 4 | 13 novembre 2018 | Jakarta   | Indonésie - Timor oriental | 3-1   | AFF Suzuki Cup 2018 (en) (gr. B) |

#### Bilan
Au 11 avril 2019 :
- Total de matchs disputés : 4
- Victoires de l'Indonésie : 4
- Match nul : 0
- Victoires du Timor oriental : 0
- Total de buts marqués par l'Indonésie : 14
- Total de buts marqués par le Timor oriental : 1

## L

### Laos

#### Confrontations
Confrontations entre le Laos et le Timor oriental :
|   | Date             | Lieu       | Match                 | Score | Compétition                                     |
| - | ---------------- | ---------- | --------------------- | ----- | ----------------------------------------------- |
| 1 | 16 novembre 2006 | Bacolod    | Laos - Timor oriental | 3-2   | Championnat de l'ASEAN 2007 (tour préliminaire) |
| 2 | 25 octobre 2008  | Phnom Penh | Laos - Timor oriental | 2-1   | AFF Suzuki Cup 2008 (tour préliminaire)         |
| 3 | 26 octobre 2010  | Vientiane  | Laos - Timor oriental | 6-1   | AFF Suzuki Cup 2010 (tour préliminaire)         |
| 4 | 9 octobre 2012   | Rangoun    | Timor oriental - Laos | 3-1   | AFF Suzuki Cup 2012 (tour préliminaire)         |
| 5 | 18 octobre 2014  | Vientiane  | Laos - Timor oriental | 2-0   | AFF Suzuki Cup 2014 (tour préliminaire)         |
| 6 | 18 octobre 2016  | Phnom Penh | Timor oriental - Laos | 1-2   | AFF Suzuki Cup 2016 (tour préliminaire)         |
| 7 | 3 décembre 2017  | Taipei     | Laos - Timor oriental | 2-1   | Match amical                                    |

#### Bilan
Au 11 avril 2019 :
- Total de matchs disputés : 7
- Victoires du Laos : 6
- Match nul : 0
- Victoires du Timor oriental : 1
- Total de buts marqués par le Laos : 18
- Total de buts marqués par le Timor oriental : 9

## M

### Malaisie

#### Confrontations
Confrontations entre la Malaisie et le Timor oriental :
|   | Date            | Lieu         | Match                     | Score | Compétition                                                  |
| - | --------------- | ------------ | ------------------------- | ----- | ------------------------------------------------------------ |
| 1 | 8 décembre 2004 | Kuala Lumpur | Malaisie - Timor oriental | 5-0   | Tiger Cup 2004 (en) (gr. B)                                  |
| 2 | 11 juin 2015    | Kuala Lumpur | Malaisie - Timor oriental | 1-1   | Éliminatoires de la Coupe d'Asie des nations 2019 (2e tour)  |
| 3 | 13 octobre 2015 | Dili         | Timor oriental - Malaisie | 0-1   | Éliminatoires de la Coupe d'Asie des nations 2019 (2e tour)  |
| 4 | 2 juin 2016     | Johor Bahru  | Malaisie - Timor oriental | 3-0   | Éliminatoires de la Coupe d'Asie des nations 2019 (barrages) |
| 5 | 6 juin 2016     | Johor Bahru  | Timor oriental - Malaisie | 0-3   | Éliminatoires de la Coupe d'Asie des nations 2019 (barrages) |
| 6 | 7 juin 2019     | Kuala Lumpur | Malaisie - Timor oriental | 7-1   | Éliminatoires de la Coupe d'Asie des nations 2023 (1er tour) |
| 7 | 11 juin 2019    | Kuala Lumpur | Timor oriental - Malaisie | 1-5   | Éliminatoires de la Coupe d'Asie des nations 2023 (1er tour) |

#### Bilan
Au 16 juin 2019 :
- Total de matchs disputés : 7
- Victoires de la Malaisie : 6
- Match nul : 1
- Victoires du Timor oriental : 0
- Total de buts marqués par la Malaisie : 25
- Total de buts marqués par le Timor oriental : 3

### Mongolie

#### Confrontations
Confrontations entre la Mongolie et le Timor oriental :
|   | Date         | Lieu        | Match                     | Score | Compétition                                                  |
| - | ------------ | ----------- | ------------------------- | ----- | ------------------------------------------------------------ |
| 1 | 12 mars 2015 | Dili        | Timor oriental - Mongolie | 4-1   | Éliminatoires de la Coupe d'Asie des nations 2019 (1er tour) |
| 2 | 17 mars 2015 | Oulan-Bator | Mongolie - Timor oriental | 0-1   | Éliminatoires de la Coupe d'Asie des nations 2019 (1er tour) |

#### Bilan
Au 11 avril 2019 :
- Total de matchs disputés : 2
- Victoires de la Mongolie : 0
- Match nul : 0
- Victoires du Timor oriental : 2
- Total de buts marqués par la Mongolie : 1
- Total de buts marqués par le Timor oriental : 5

## N

### Népal

#### Confrontations
Confrontations entre le Népal et le Timor oriental :
|   | Date            | Lieu      | Match                  | Score | Compétition                                                   |
| - | --------------- | --------- | ---------------------- | ----- | ------------------------------------------------------------- |
| 1 | 29 juin 2011    | Katmandou | Népal - Timor oriental | 2-1   | Éliminatoires de la Coupe du monde 2014 (zone Asie, 1er tour) |
| 2 | 2 juillet 2011  | Katmandou | Timor oriental - Népal | 0-5   | Éliminatoires de la Coupe du monde 2014 (zone Asie, 1er tour) |
| 3 | 5 novembre 2016 | Kuching   | Timor oriental - Népal | 0-0   | AFC Solidarity Cup 2016 (gr. A)                               |

#### Bilan
Au 11 avril 2019 :
- Total de matchs disputés : 3
- Victoires du Népal : 2
- Match nul : 1
- Victoires du Timor oriental : 0
- Total de buts marqués par le Népal : 7
- Total de buts marqués par le Timor oriental : 1

## P

### Palestine

#### Confrontations
Confrontations entre la Palestine et le Timor oriental :
|   | Date           | Lieu   | Match                      | Score | Compétition                                                 |
| - | -------------- | ------ | -------------------------- | ----- | ----------------------------------------------------------- |
| 1 | 8 octobre 2015 | Dili   | Timor oriental - Palestine | 1-1   | Éliminatoires de la Coupe d'Asie des nations 2019 (2e tour) |
| 2 | 29 mars 2016   | Hébron | Palestine - Timor oriental | 7-0   | Éliminatoires de la Coupe d'Asie des nations 2019 (2e tour) |

#### Bilan
Au 11 avril 2019 :
- Total de matchs disputés : 2
- Victoires de la Palestine : 1
- Match nul : 1
- Victoires du Timor oriental : 0
- Total de buts marqués par la Palestine : 8
- Total de buts marqués par le Timor oriental : 1

### Philippines

#### Confrontations
Confrontations entre les Philippines et le Timor oriental :
|   | Date             | Lieu         | Match                        | Score | Compétition                                     |
| - | ---------------- | ------------ | ---------------------------- | ----- | ----------------------------------------------- |
| 1 | 14 décembre 2004 | Kuala Lumpur | Philippines - Timor oriental | 2-1   | Tiger Cup 2004 (en) (gr. B)                     |
| 2 | 14 novembre 2006 | Bacolod      | Philippines - Timor oriental | 7-0   | Championnat de l'ASEAN 2007 (tour préliminaire) |
| 3 | 17 octobre 2008  | Phnom Penh   | Philippines - Timor oriental | 1-0   | AFF Suzuki Cup 2008 (tour préliminaire)         |
| 4 | 22 octobre 2010  | Vientiane    | Timor oriental - Philippines | 0-5   | AFF Suzuki Cup 2010 (tour préliminaire)         |
| 5 | 5 décembre 2017  | Taipei       | Timor oriental - Philippines | 1-0   | Match amical                                    |
| 6 | 17 novembre 2018 | Kuala Lumpur | Timor oriental - Philippines | 2-3   | AFF Suzuki Cup 2018 (en) (gr. B)                |

#### Bilan
Au 11 avril 2019 :
- Total de matchs disputés : 6
- Victoires des Philippines : 5
- Match nul : 0
- Victoires du Timor oriental : 1
- Total de buts marqués par les Philippines : 18
- Total de buts marqués par le Timor oriental : 4

## S

### Singapour

#### Confrontations
Confrontations entre Singapour et le Timor oriental :
|   | Date             | Lieu      | Match                      | Score | Compétition                      |
| - | ---------------- | --------- | -------------------------- | ----- | -------------------------------- |
| 1 | 21 novembre 2018 | Singapour | Singapour - Timor oriental | 6-1   | AFF Suzuki Cup 2018 (en) (gr. B) |

#### Bilan
Au 11 avril 2019 :
- Total de matchs disputés : 1
- Victoires de Singapour : 1
- Match nul : 0
- Victoires du Timor oriental : 0
- Total de buts marqués par Singapour : 6
- Total de buts marqués par le Timor oriental : 1

### Sri Lanka

#### Confrontations
Confrontations entre le Sri Lanka et le Timor oriental :
|   | Date         | Lieu    | Match                      | Score | Compétition                                                  |
| - | ------------ | ------- | -------------------------- | ----- | ------------------------------------------------------------ |
| 1 | 21 mars 2003 | Colombo | Sri Lanka - Timor oriental | 3-2   | Tour préliminaire à la Coupe d'Asie des nations 2004 (gr. B) |

#### Bilan
Au 11 avril 2019 :
- Total de matchs disputés : 1
- Victoires du Sri Lanka : 1
- Match nul : 0
- Victoires du Timor oriental : 0
- Total de buts marqués par le Sri Lanka : 3
- Total de buts marqués par le Timor oriental : 2

## T

### Taïwan

#### Confrontations
Confrontations entre Taïwan et le Timor oriental :
|   | Date              | Lieu      | Match                   | Score | Compétition                                                  |
| - | ----------------- | --------- | ----------------------- | ----- | ------------------------------------------------------------ |
| 1 | 23 mars 2003      | Colombo   | Taïwan - Timor oriental | 3-0   | Tour préliminaire à la Coupe d'Asie des nations 2004 (gr. B) |
| 2 | 8 septembre 2016  | Kaohsiung | Timor oriental - Taïwan | 2-1   | Éliminatoires de la Coupe d'Asie des nations 2019 (barrages) |
| 3 | 11 septembre 2016 | Kaohsiung | Taïwan - Timor oriental | 2-1   | Éliminatoires de la Coupe d'Asie des nations 2019 (barrages) |
| 4 | 4 décembre 2017   | Taipei    | Taïwan - Timor oriental | 3-1   | Match amical                                                 |

#### Bilan
Au 11 avril 2019 :
- Total de matchs disputés : 4
- Victoires de Taïwan : 3
- Match nul : 0
- Victoires du Timor oriental : 1
- Total de buts marqués par Taïwan : 9
- Total de buts marqués par le Timor oriental : 4

### Thaïlande

#### Confrontations
Confrontations entre la Thaïlande et le Timor oriental :
|   | Date             | Lieu         | Match                      | Score | Compétition                      |
| - | ---------------- | ------------ | -------------------------- | ----- | -------------------------------- |
| 1 | 16 décembre 2004 | Kuala Lumpur | Thaïlande - Timor oriental | 8-0   | Tiger Cup 2004 (en) (gr. B)      |
| 2 | 9 novembre 2018  | Bangkok      | Thaïlande - Timor oriental | 7-0   | AFF Suzuki Cup 2018 (en) (gr. B) |

#### Bilan
Au 11 avril 2019 :
- Total de matchs disputés : 2
- Victoires de la Thaïlande : 2
- Match nul : 0
- Victoires du Timor oriental : 0
- Total de buts marqués par la Thaïlande : 15
- Total de buts marqués par le Timor oriental : 0